# Filip Karfík
Filip Karfík (* 6. April 1963 in Prag) ist ein tschechischer Philosoph und Philosophiehistoriker.
Karfík studierte von 1985 bis 1991 Klassische Philologie an der Karls-Universität, Prag. Ebendort wurde er 1996 in Philosophie promoviert. Nach einer Anstellung an der Universität Prag ist er (nunmehr emeritierter) Professor für Philosophie an der Universität Fribourg, Schweiz. Er gehört zu den Begründern des Symposium Platonicum Pragense. 
Seine Forschungsschwerpunkte sind auf dem Gebiet der antiken Philosophie die Philosophie Platons, auf dem der modernen Philosophie die Phänomenologie, insbesondere der tschechische Philosoph Jan Patočka.

## Schriften (Auswahl)
Monographien
- Unendlichwerden durch die Endlichkeit. Eine Lektüre der Philosophie Jan Patočkas. Königshausen & Neumann, 2008.
- Die Beseelung des Kosmos. Untersuchungen zur Kosmologie, Seelenlehre und Theologie in Platons Phaidon und Timaios. Walter de Gruyter, 2004

Herausgeberschaften
- Chad Jorgenson, Filip Karfík, Štěpán Špinka (Hrsg.): Plato’s Timaeus. Proceedings of the Tenth Symposium Platonicum Pragense. Brill, Leiden 2020.
- Jakub Jirsa, Filip Karfík, Štěpán Špinka (Hrsg.): Plato’s Philebus. Proceedings of the Ninth Symposium Platonicum Pragense. OIKOYMENH, 2016.
- Filip Karfík, Euree Song (Hrsg.): Plato Revived. Essays on Ancient Platonism in Honour of Dominic J. O’Meara. Walter de Gruyter, Berlin 2013.
- Aleš Havliček, Filip Karfík (Hrsg.): Plato’s Sophist. Proceedings of the Seventh Symposium Platonicum Pragense. OIKOYMENH, 2011.
- Aleš Havliček, Filip Karfík, Štěpán Špinka (Hrsg.): Plato’s Theaetetus. Proceedings of the Sixth Symposium Platonicum Pragense. OIKOYMENH, 2009
- Jan Janda, Filip Karfik (Hrsg.): Karel Janáček, Studien zu Sextus Empiricus, Diogenes Laertius und zur pyrrhonischen Skepsis. (= Beiträge zur Altertumskunde Band 249). De Gruyter, Berlin 2008.